# 230 (tal)
230 är det naturliga talet som följer 229 och som följs av 231.

## Inom vetenskapen
- 230 Athamantis, en asteroid.

## Inom matematiken
- 230 är ett jämnt tal.